# 山区罗尔
山区罗尔是奥地利下奥地利州维也纳新城城郊县的一个市镇。总面积80.58平方公里，总人口494人，人口密度6.1人/平方公里（2005年）。